# Hakea trifurcata
Hakea trifurcata (лат.) — кустарник, вид рода Хакея (Hakea) семейства Протейные (Proteaceae). Эндемик юго-запада Западной Австралии. У этого вида есть две формы листа: игольчатая или продолговатая яйцевидная. В отличие от большинства видов хакей, плоды H. trifurcata остаются зрелыми и напоминают более широкую форму листьев. Подобная мимикрия обеспечивает сохранность семян от таких птиц, как какаду.

## Ботаническое описание

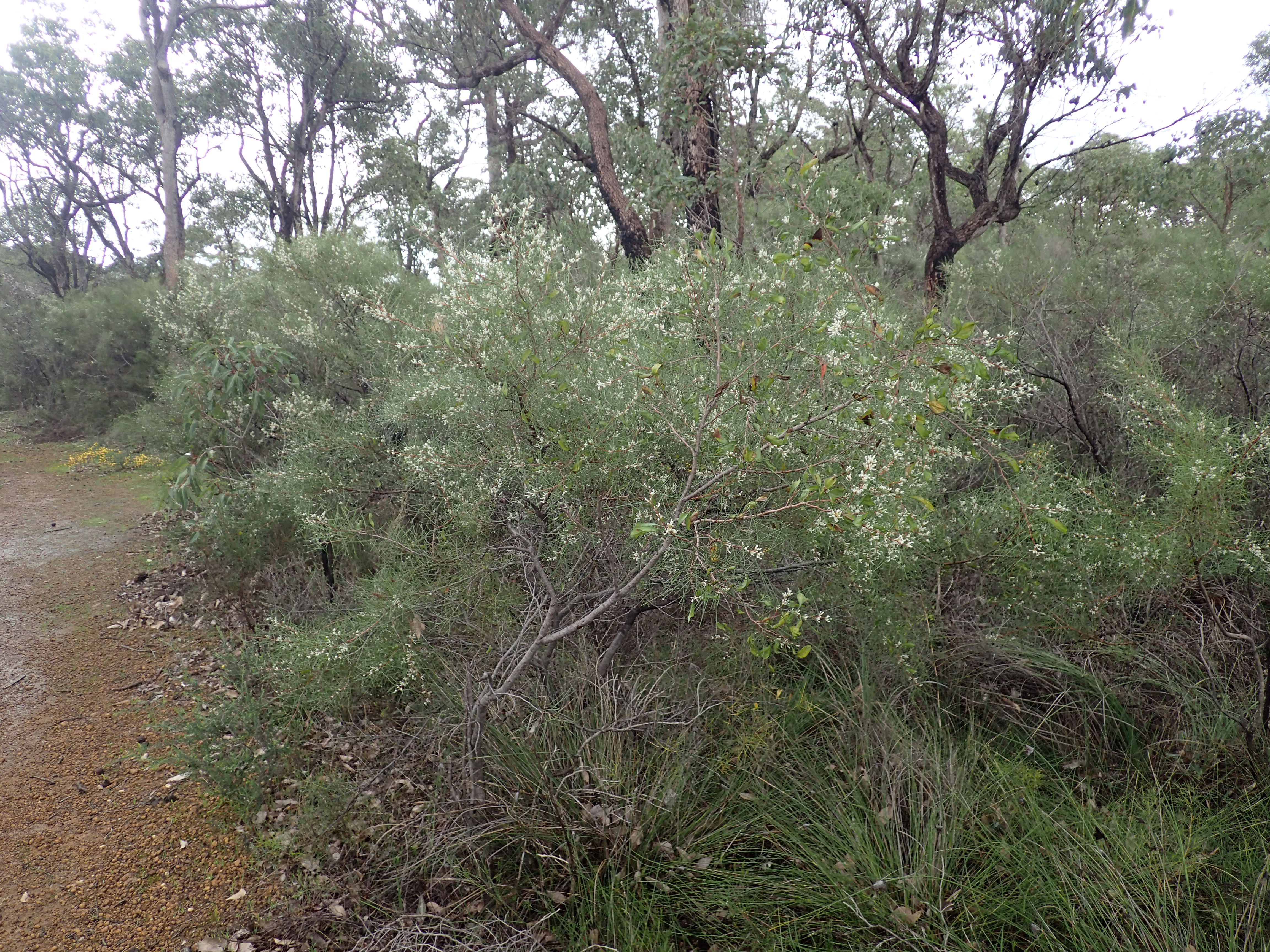
Общий вид Hakea trifurcata

Hakea trifurcata — кустарник высотой 0,4–3 м и шириной около 3,5 м. Поверхность молодых побегов покрыта сплюснутыми белыми или ржавого цвета короткими мягкими шелковистыми волосками, но с возрастом ветви быстро становятся гладкими. Кустарник имеет два типа листьев. Первая форма листьев - игольчатая изогнутая прямая, эти листья могут быть разделены на сегменты, длиной 2,2–7,5 см и шириной 0,8–1,3 мм, с желобками снизу, заканчиваются острой вершиной. Вторая форма шире - от продолговатой до яйцевидной длиной 2–5 см, шириной 6–19 мм с центральной жилкой и имеет клиновидную форму на вершине или постепенно сужается. Оба типа имеют уплощённые густые шелковистые ржавые или белые волоски, со временем быстро становящиеся гладкими. Соцветие состоит из одного-десяти сладких, сильно ароматизированных кремовых, белых или розовых цветков, часто с красными столбиками. Скопления цветков появляются в пазухах листьев, они производят нектар, привлекательный для пчёл и птиц. Тем не менее, цветочный аромат, наоборот, описывается редакторами Flora of Australia как «сильный запах, иногда описываемый как зловонный». Цветки окружены прицветниками длиной 4,5–5,5 мм. Цветоножки 3–4 мм в длину и покрыты кремовыми или ржаво окрашенными волосками, которые либо короткие, мягкие и густые, либо со сплющенными шелковистыми волосками, обе формы простираются околоцветником длиной 6,5–10 мм. Зелёные плоды гладкие, косо-яйцевидной формы и напоминают плоские листья длиной 1,5–2,5 см и шириной 0,5–0,8 мм. Плоды этого вида хакеи не клювовидные и не деревянистые. Цветение происходит в период с апреля по октябрь.

## Таксономия
Вид Hakea trifurcata был описан шотландским ботаником Робертом Брауном в 1810 году, а описание было опубликовано в Transactions of the Linnean Society. Видовой эпитет — от латинского слова tres, имея в виду разделённый на три части лист.

## Распространение и местообитание
Является широко распространённым видом, произрастающим с севера от Джералдтона к востоку от Эсперанса. Растёт на различных почвах, включая песок или латерит, в эвкалиптовых зарослях и низинных пустошах.

## Экология
Hakea trifurcata имеет листья двух различных форм: игольчатые или более широкие, продолговатые, визуально сходные с плодами. Более широкие листья образуются только тогда, когда куст достигает половой зрелости и даёт плоды. В отличие от большинства других хакей, плоды H. trifurcata остаются зелёными в зрелости и напоминают широкие листья вида по форме и цвету. В зоопарке Перта проводили исследования, чтобы определить, сохраняет ли наличие широких листьев плоды от поедания белохвостым траурным какаду (Calyptorhynchus latirostris). Было показано, что такая мимикрия плодов затрудняет распознавание их птицами. Более широкие листья увеличиваются в размерах по мере удаления от плодов, что также может отвлекать какаду от потребления фруктов. Считается, что эти приспособления развились как механизм для защиты от птиц, питающихся плодами хакей. Этот вид растёт в пожароопасных местах, но не отрастает после пожара, поэтому для продолжения популяции требуется «банк семян» для поддержания численности вида.

## Охранный статус
Вид Hakea trifurcata классифицируется как «не угрожаемый» Департаментом парков и дикой природы правительства Западной Австралии.